# Нэнс, Ларри (младший)
Ларри Доннелл Нэнс (младший) (англ. Larry Donnell Nance Jr.; род. 1 января 1993, Акрон, Саммит, Огайо, США) — американский профессиональный баскетболист, выступающий за команду Национальной баскетбольной ассоциации «Атланта Хокс». Играет на позиции тяжёлого форварда. Является сыном известного игрока Ларри Нэнса — победителя Слэм-данк контеста 1984 года.

## НБА

### Лос-Анджелес Лейкерс (2015—2018)
Выбран командой «Лос-Анджелес Лейкерс» под 27-м номером на драфте НБА 2015 года. 10 июля Нэнс подписал контракт с «Лейкерс». В НБА Нэнс дебютировал 6 ноября в матче против «Бруклин Нетс», в котором он набрал 6 очков и сделал 5 подборов и помог своей команде одержать победу со счётом 104:98.

### Кливленд Кавальерс (2018—2021)
8 февраля 2018 года Нэнс был обменян вместе с Джорданом Кларксоном в «Кливленд Кавальерс» на Айзею Томаса, Ченнинга Фрая и выбор первого раунда драфта 2018 года.
15 октября 2018 года Нэнс подписал с «Кавальерс» четырехлетний контракт на сумму 44,8 млн долларов.

### Портленд Трэйл Блэйзерс (2021—2022)
28 августа 2021 года Нэнс был приобретен командой «Портленд Трэйл Блэйзерс» в ходе трехстороннего обмена с участием «Чикаго Буллз», в результате которого Лаури Маркканен из «Чикаго» перешел в «Кливленд», а Деррик Джонс-младший из «Портленда» - в «Чикаго».

### Нью-Орлеан Пеликанс (2022—2024)
8 февраля 2022 года «Портленд Трэйл Блэйзерс» приобрел Саторанского, Никейла Александра-Уокера, Джоша Харта, Диди Лузаду, защищенный выбор первого раунда драфта 2022 года, право на выбора лучшего из пиков второго раунда драфта 2026 года «Нового Орлеана» и «Портленда» и выбор во втором раунде драфта 2027 года «Пеликанс» в обмен на Си Джей Макколлума, Ларри Нэнса (младшего) и Тони Снелла.
Три дня спустя Нэнс перенес артроскопическую операцию на правом колене.
1 октября 2022 года Нэнс продлил с «Пеликанс» контракт на два года и 21,6 миллиона долларов.

### Атланта Хокс (2024—настоящее время)
6 июля 2024 года Нэнс, Эй Джей Лидделл, Дайсон Дэниелс и Коди Зеллер (через «sign-and-trade»), выбор в первом раунде драфта 2025 года (от «Лейкерс») и условный выбор в первом раунде драфта 2027 года были обменяны в «Атланта Хокс» в обмен на Деджонте Мюррея.
29 декабря 2024 года Ларри Нэнс получил перелом пястной кости на правой руке и выбыл ориентировочно на 6 недель.
26 марта 2025 года стало известно, что Ларри Нэнс выбыл до конца сезона из-за перелома бедренной кости.

## Личная жизнь
Является сыном Ларри Нэнса, который выступал на профессиональном уровне за «Финикс Санз» и «Кливленд Кавальерс», трижды выступал в Матче всех звёзд, а также выигрывал Конкурс по броскам сверху НБА.
В возрасте 16 лет у Нэнса-младшего была диагностирована болезнь Крона.
В 2018 году Ларри женился на своей давней подруге Хейли Пинс.

## Статистика

### Статистика в НБА
| Сезон   | Команда    | Регулярный сезон | Регулярный сезон | Регулярный сезон | Регулярный сезон | Регулярный сезон | Регулярный сезон | Регулярный сезон | Регулярный сезон | Регулярный сезон | Регулярный сезон | Регулярный сезон | Серия плей-офф | Серия плей-офф | Серия плей-офф | Серия плей-офф | Серия плей-офф | Серия плей-офф | Серия плей-офф | Серия плей-офф | Серия плей-офф | Серия плей-офф | Серия плей-офф |
| Сезон   | Команда    | GP               | GS               | MPG              | FG%              | 3P%              | FT%              | RPG              | APG              | SPG              | BPG              | PPG              | GP             | GS             | MPG            | FG%            | 3P%            | FT%            | RPG            | APG            | SPG            | BPG            | PPG            |
| ------- | ---------- | ---------------- | ---------------- | ---------------- | ---------------- | ---------------- | ---------------- | ---------------- | ---------------- | ---------------- | ---------------- | ---------------- | -------------- | -------------- | -------------- | -------------- | -------------- | -------------- | -------------- | -------------- | -------------- | -------------- | -------------- |
| 2015/16 | Лейкерс    | 63               | 22               | 20,1             | 52,7             | 10,0             | 68,1             | 5,0              | 0,7              | 0,9              | 0,4              | 5,5              | Не участвовал  | Не участвовал  | Не участвовал  | Не участвовал  | Не участвовал  | Не участвовал  | Не участвовал  | Не участвовал  | Не участвовал  | Не участвовал  | Не участвовал  |
| 2016/17 | Лейкерс    | 63               | 7                | 22,9             | 52,6             | 27,8             | 73,8             | 5,9              | 1,5              | 1,3              | 0,6              | 7,1              | Не участвовал  | Не участвовал  | Не участвовал  | Не участвовал  | Не участвовал  | Не участвовал  | Не участвовал  | Не участвовал  | Не участвовал  | Не участвовал  | Не участвовал  |
| 2017/18 | Лейкерс    | 42               | 17               | 21,9             | 60,1             | 25,0             | 63,2             | 6,8              | 1,4              | 1,4              | 0,5              | 8,6              | Не участвовал  | Не участвовал  | Не участвовал  | Не участвовал  | Не участвовал  | Не участвовал  | Не участвовал  | Не участвовал  | Не участвовал  | Не участвовал  | Не участвовал  |
| 2017/18 | Кливленд   | 24               | 9                | 20,8             | 55,0             | 12,5             | 72,0             | 7,0              | 1,0              | 1,2              | 0,8              | 8,9              | 20             | 0              | 15,3           | 68,3           | 0,0            | 45,2           | 4,5            | 0,9            | 0,8            | 0,7            | 4,8            |
| 2018/19 | Кливленд   | 67               | 30               | 26,8             | 52,0             | 33,7             | 71,6             | 8,2              | 3,2              | 1,5              | 0,6              | 9,4              | Не участвовал  | Не участвовал  | Не участвовал  | Не участвовал  | Не участвовал  | Не участвовал  | Не участвовал  | Не участвовал  | Не участвовал  | Не участвовал  | Не участвовал  |
| 2019/20 | Кливленд   | 56               | 10               | 26,3             | 53,1             | 35,2             | 67,6             | 7,3              | 2,2              | 1,0              | 0,4              | 10,1             | Не участвовал  | Не участвовал  | Не участвовал  | Не участвовал  | Не участвовал  | Не участвовал  | Не участвовал  | Не участвовал  | Не участвовал  | Не участвовал  | Не участвовал  |
| 2020/21 | Кливленд   | 35               | 27               | 31,2             | 47,1             | 36,0             | 61,2             | 6,7              | 3,1              | 1,7              | 0,5              | 9,3              | Не участвовал  | Не участвовал  | Не участвовал  | Не участвовал  | Не участвовал  | Не участвовал  | Не участвовал  | Не участвовал  | Не участвовал  | Не участвовал  | Не участвовал  |
| 2021/22 | Портленд   | 37               | 11               | 23,2             | 51,5             | 30,6             | 65,3             | 5,6              | 2,0              | 1,0              | 0,4              | 6,9              | Не участвовал  | Не участвовал  | Не участвовал  | Не участвовал  | Не участвовал  | Не участвовал  | Не участвовал  | Не участвовал  | Не участвовал  | Не участвовал  | Не участвовал  |
| 2021/22 | Нью-Орлеан | 9                | 0                | 20,2             | 55,1             | 50,0             | 100,0            | 4,3              | 0,9              | 0,6              | 0,8              | 7,3              | 6              | 0              | 21,6           | 56,4           | 22,2           | 81,8           | 5,8            | 1,8            | 0,5            | 0,3            | 9,2            |
| 2022/23 | Нью-Орлеан | 65               | 1                | 21,2             | 61,0             | 33,3             | 69,6             | 5,4              | 1,8              | 0,9              | 0,6              | 6,8              | Не участвовал  | Не участвовал  | Не участвовал  | Не участвовал  | Не участвовал  | Не участвовал  | Не участвовал  | Не участвовал  | Не участвовал  | Не участвовал  | Не участвовал  |
| 2023/24 | Нью-Орлеан | 61               | 0                | 19,9             | 57,3             | 41,5             | 77,0             | 5,0              | 1,9              | 1,0              | 0,3              | 5,7              | 4              | 0              | 21,1           | 58,8           | 25,0           | 66,7           | 8,3            | 1,8            | 0,5            | 0,0            | 6,3            |
|         | Всего      | 522              | 134              | 23,2             | 54,0             | 34,2             | 69,6             | 6,2              | 1,9              | 1,2              | 0,5              | 7,7              | 30             | 0              | 17,4           | 62,9           | 21,4           | 56,3           | 5,3            | 1,2            | 0,7            | 0,5            | 5,9            |

### Статистика в колледже
| Сезон                                                                                   | Команда  | GP  | GS | MPG  | FG%  | 3P%  | FT%  | RPG | APG | SPG | BPG | PPG  |  |
| --------------------------------------------------------------------------------------- | -------- | --- | -- | ---- | ---- | ---- | ---- | --- | --- | --- | --- | ---- |  |
| 2011/12                                                                                 | Вайоминг | 33  | 0  | 17,8 | 46,2 | 33,3 | 81,4 | 3,9 | 0,4 | 0,8 | 0,6 | 4,1  |  |
| 2012/13                                                                                 | Вайоминг | 33  | 33 | 32,0 | 53,3 | 34,5 | 75,0 | 6,9 | 1,2 | 1,3 | 0,7 | 10,7 |  |
| 2013/14                                                                                 | Вайоминг | 26  | 26 | 34,7 | 54,4 | 23,7 | 75,8 | 8,2 | 1,6 | 1,4 | 2,1 | 15,4 |  |
| 2014/15                                                                                 | Вайоминг | 31  | 31 | 34,9 | 51,4 | 33,3 | 78,6 | 7,2 | 2,5 | 1,2 | 1,2 | 16,1 |  |
|                                                                                         | Всего    | 123 | 90 | 29,5 | 52,1 | 30,5 | 77,1 | 6,5 | 1,4 | 1,1 | 1,1 | 11,3 |  |
| Наведите курсор мыши на аббревиатуры в заголовке таблицы, чтобы прочесть их расшифровку |          |     |    |      |      |      |      |     |     |     |     |      |  |